# Georges Lemaître
Georges Henri Joseph Édouard Lemaître (Charleroi, 17 luglio 1894 – Lovanio, 20 giugno 1966) è stato un fisico, astronomo e sacerdote cattolico belga.

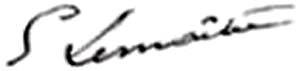
Firma di Georges Lemaître

Considerato il Padre del Big-Bang, al tempo chiamata ipotesi dell'atomo primordiale, nonché tra i maggiori astronomi del Novecento, egli fu il primo a capire che lo spostamento verso il rosso della luce delle galassie era la prova dell'espansione dell'universo e a proporre la relazione di proporzionalità fra la distanza delle stesse galassie e la loro velocità di recessione, poi confermata da osservazioni sperimentali con la legge di Hubble.
Membro, durante il seminario, della Confraternita Sacerdotale Amici di Gesù, fu ordinato sacerdote cattolico nel 1923; Lemaître divenne anche Monsignore ed in seguito si interessò al rapporto tra scienza e fede, divenendo anche presidente della Pontificia Accademia delle Scienze dal 1960 fino alla sua morte.
Durante la sua carriera scientifica, entrò in contatto con i maggiori fisici e matematici della sua generazione, tra i quali Albert Einstein con il quale strinse amicizia.
Nel 1927 pubblicò l'ipotesi dell'atomo primigenio,  oggi nota come teoria del Big Bang.
Lemaître fu sempre un sostenitore dell'espansione illimitata dell'universo e a questo scopo conservò nel suo modello la costante cosmologica, proposta da Albert Einstein ma abbandonata poi da quest’ultimo che la riteneva errata. La conferma della proposta di Lemaître, e quindi dell’errore di Einstein, avvenne con la scoperta dell'accelerazione dell'espansione dell'universo nel 1998, oltre trent'anni dopo la morte di Lemaître. Per questo motivo viene spesso ricordato come “Il sacerdote che corresse Einstein”.

## Biografia

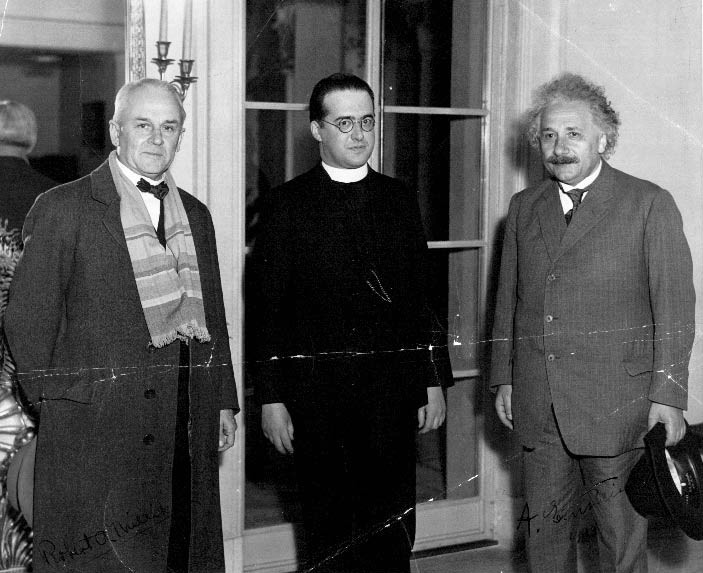
Lemaître con i fisici Millikan ed Einstein

Studiò prima nel collegio gesuita di Charleroi e poi matematica e scienze fisiche all'Université catholique de Louvain (Lovanio) dove ottenne il dottorato nel 1920 con una tesi su L'Approximation des fonctions de plusieurs variables réelles (L'approssimazione di funzioni a più variabili reali), avendo come relatore Charles de la Vallée-Poussin.
Entrò in seminario a Malines nel 1920 e fu ordinato sacerdote nel 1923.
In seguito si interessò alla teoria della relatività di Albert Einstein, che incontrò numerose volte. Lavorò quindi all'osservatorio astronomico di Cambridge sotto la direzione di Arthur Stanley Eddington, e quindi al Massachusetts Institute of Technology dove ottenne il dottorato con una tesi sui campi gravitazionali all'interno della teoria della relatività generale, The gravitational field in a fluid sphere of uniform invariant density according to the theory of relativity. Ritornò in Belgio nel 1925, dove fu nominato professore ordinario all'Università di Lovanio e insegnò fino al 1964.

## Ricerche
Nel 1927, indipendentemente dal lavoro di Fridman, Georges Lemaître ipotizzò che l'universo fosse in espansione, basandosi sulle misure di spostamento verso il rosso di Vesto Slipher e di Edwin Hubble e su una delle soluzioni dell'equazione di Einstein. Fu il primo a formulare la legge della proporzionalità fra distanza e velocità di recessione degli oggetti astronomici. Questa legge, apparsa in un suo articolo pubblicato nel 1927 in lingua francese ma non ricompresa nella versione inglese dell'articolo redatta da Arthur Eddington, sarà riscoperta empiricamente da Hubble qualche anno dopo.
Einstein lesse l'articolo e lo giudicò matematicamente corretto, pur non condividendo l'idea di un universo dinamico in espansione e sostenendo che la costante cosmologica portasse a concludere per una cosmologia sferica apparentemente e stabile.
Nel 1930 infatti Eddington aveva pubblicato nei Monthly Notices of the Royal Astronomical Society un lungo e approfondito commento all'articolo di Lemaître del 1927 in cui definiva come una brillante soluzione ai problemi cosmologici la proposta del belga. Il lavoro originale fu pubblicato in inglese in versione ridotta nel 1931 con la successiva risposta di Lemaître ai commenti di Eddington.
Lemaître fu quindi invitato a Londra ad un convegno della British Association for the Advancement of Science sulla relazione tra universo fisico e spiritualità. Fu lì che egli propose che l'universo si fosse espanso da un unico quanto di energia, che chiamò atomo primigenio; ne trasse poi un articolo pubblicato su Nature. Lemaître stesso descrisse la propria teoria del quanto cosmico iniziale come l'uovo cosmico che esplodeva al momento della creazione; una terminologia che alludeva simpaticamente alle intuizioni cosmogoniche di moltissimi popoli primitivi.
Stimò l'età dell'universo tra 10 e 20 miliardi di anni, ben in accordo con le stime attuali. Einstein rifiutò la teoria di Lemaître, perché considerava l'universo immutabile. Qualche anno dopo Einstein disse che fu uno degli errori più grandi della sua vita.
La teoria di Lemaître fu chiamata teoria del Big Bang da Fred Hoyle il 28 marzo 1949, durante una trasmissione radiofonica della BBC. Negli ultimi anni si interessò a fondo di calcolatori elettronici e di informatica. Poco prima della sua morte, avvenuta nel 1966, seppe che era stata individuata la radiazione cosmica di fondo, che provava praticamente la sua teoria. Prima di morire pronunciò una delle sue più celebri frasi: «L'espansione dell'universo è provata soprattutto dalla costante espansione delle capacità umane».

## Principali pubblicazioni
- Un Univers homogène de masse constante et de rayon croissant rendant compte de la vitesse radiale des nébuleuses extra-galactiques (PDF), in Annales de la Société Scientifique de Bruxelles, vol. 47, aprile 1927,  p. 49, Bibcode:1927ASSB...47...49L.
- The Beginning of the World from the Point of View of Quantum Theory, Nature 127 (1931), n. 3210, pp. 706. DOI: 10.1038/127706b0
- L'univers en expansion. Annales de la Société des Sciences de Bruxelles, volume 53A, pages 51–83, 1933.
- Discussion sur l'évolution de l'univers, 1933.
- L'Hypothèse de l'atome primitif, 1946.
- Quaternions et espace elliptique,  Acta, Pontificia Accademia delle Scienze 12:57–78, 1948.
- The Primeval Atom - an Essay on Cosmogony, D. Van Nostrand Co, 1950.
- La structure et l'évolution de l'univers. Onzième Conseil de Physique Solvay, 1958.

## Riconoscimenti e intitolazioni
Nel 2018 l'Unione Astronomica Internazionale ha stabilito, dopo due votazioni tra i suoi membri, di raccomandare che la legge di Hubble sia reintitolata comprendendo anche il nome del fisico belga nella forma "Legge di Hubble-Lemaître". La decisione è stata presa come riconoscimento del fondamentale contributo di Lemaître alla legge che mette in relazione di proporzionalità la velocità di recessione delle galassie e la loro distanza, da lui per primo formulata teoricamente nel 1927.
Lemaître ricevette numerosi riconoscimenti in patria:
- il 17 marzo 1934 da re Léopold III il premio Francqui, in Belgio la principale onorificenza per gli scienziati. La sua candidatura era stata proposta da Albert Einstein, Charles de la Vallée-Poussin e Alexandre de Hemptinne. I membri della giuria internazionale erano Arthur Eddington, Paul Langevin e Théophile de Donder.
- Nel 1941 fu eletto membro dell'Accademia reale di scienze, lettere e belle arti del Belgio.
- Nel 1950, infine, ricevette una terza onorificenza belga riservata a scienziati eccezionali: il premio decennale per le scienze applicate del periodo 1933-1942.

All'estero:
- Nel 1936 fu eletto membro della Pontificia Accademia delle Scienze, di cui fu anche presidente dal marzo 1960 sino alla morte.
- Nel 1953 gli fu assegnata la prima Eddington Medal rilasciata dalla Royal Astronomical Society inglese[21][22].
- Nel cinquantenario della sua scomparsa la Specola vaticana col contributo dell'Istituto Nazionale di Astrofisica (INAF) e dell'Istituto Nazionale di fisica Nucleare (INFN) ha organizzato un convegno a lui dedicato e intitolato Buchi neri, onde gravitazionali e singolarità dello spazio-tempo[23].

A lui sono stati dedicati:
- Il cratere lunare Lemaître
- La metrica di Friedmann-Lemaître-Robertson-Walker;
- L'asteroide 1565 Lemaître.